# Роберт Моралес (футболіст)
Роберт Осмар Моралес Бенітес (ісп. Robert Osmar Morales Benítez, нар. 17 березня 1999, Консепсьйон) — парагвайський футболіст, нападник мексиканського клубу «Толука» і національної збірної Парагваю.

## Клубна кар'єра
Народився 17 березня 1999 року в місті Консепсьйон. Вихованець футбольної школи клубу «Олімпія» (Асунсьйон). Дорослу футбольну кар'єру розпочав 2017 року в основній команді того ж клубу. 
Протягом 2020–2023 років грав за «Серро Портеньйо». У складі команди з Асунсьйона був одним з головних бомбардирів, маючи середню результативність на рівні 0,5 гола за гру першості. Дворазовий чемпіон Парагваю.
2023 року перейшов до мексиканської «Толуки».

## Виступи за збірну
2022 року дебютував в офіційних матчах у складі національної збірної Парагваю.
| Дата      | Місто            | Господарі | Результат | Гості    | Турнір            | Голи | Примітки |
| --------- | ---------------- | --------- | --------- | -------- | ----------------- | ---- | -------- |
| 24-3-2022 | Сьюдад-дель-Есте | Парагвай  | 3 – 1     | Еквадор  | Відбір до ЧС 2022 | 1    | 14'      |
| 27-3-2023 | Сантьяго         | Чилі      | 3 – 2     | Парагвай | товариський матч  | -    | 78'      |
| Усього    |                  | Матчів    | 2         |          | Голів             | 1    |          |

## Титули і досягнення
- Чемпіон Парагваю (2):

«Серро Портеньйо»: Апертура 2020, Клаусура 2021